# Carlet
Carlet è un comune spagnolo di 15 366 abitanti situato nella comunità autonoma Valenciana.